# Mini Transat 6.50
Mini Transat 6.50 även känt som Transat 650, Mini Transat eller MT, är en transatlantisk solohavskappsegling som startar i västra Frankrike och avslutas i Västindien (tidigare Brasilien) med över 4200 sjömil och ett enda etappstopp vid Kanarieöarna, alternativt Madeira.
Tävlingen är helt knuten till förbundet Classemini som skapats i samband med tävlingen.
Båtarna som tävlar är mycket små, endast 6,5 meter långa och max 3 meter breda. Båtarna är extremt överriggade för maximal prestanda, väldigt breda, (nästan halva längden) med goda planingsegenskaper, i regel är de designade för undanvindssegling, det är inte ovanligt med farter över 15 knop i undanvind. Räknat kortast väg mellan start och mål i tävlingen Mini Transat låg dock snittfarten för vinnaren 2011; David Raison på 7,53 knop.
Tävlingen hålls vartannat år (udda årtal). Den 25 september 2011 gick starten från La Rochelle, Frankrike vidare till Funchal, Madeira och målgång i Salvador, Brasilien. Preliminärt rörde det sig om 84 deltagande båtar, en ökning från tidigare planerade antalet av 72 båtar. Till slut gick dock bara 79 båtar till start; bland annat skedde en dödsolycka där deltagaren Jean-Marc Allaire föll överbord och omkom under träningssegling dagarna innan tävlingens start.

## Regler

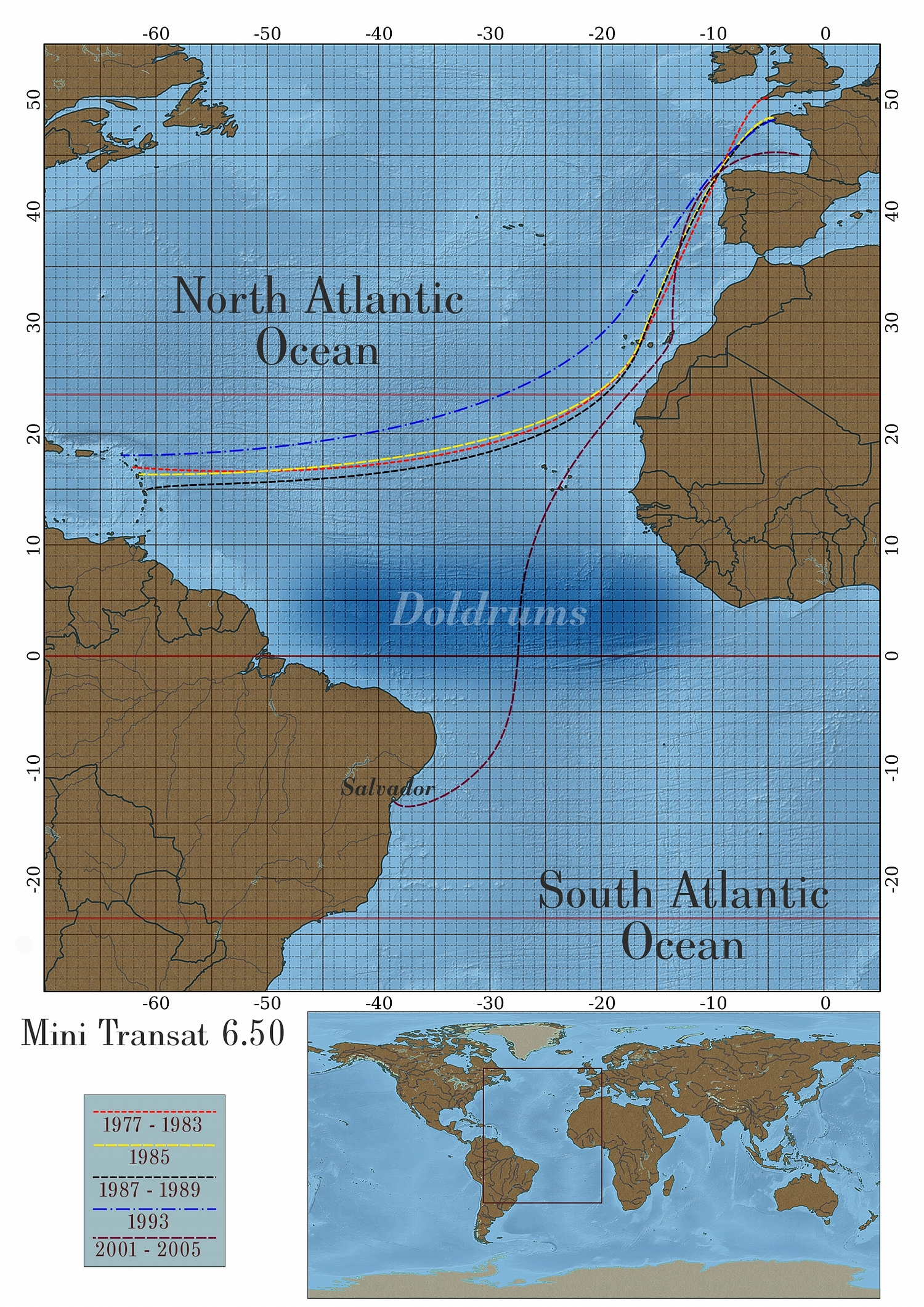
Racet med start i Frankrike, förbi Kanarieöarna, genom stiltjebältet och vidare mot Salvador i Brasilien.

Fokus har alltid legat på enkelhet; därför är det på tekniksidan endast tillåtet med autopilot, GPS utan plotter samt elgenerator till dessa instrument och dess nödvändiga kringutrustning. Det är inte tillåtet med väderfax, satellittelefon, dator eller annan utrustning för kommunikation som kan ge seglarna hjälp utifrån, fysisk kontakt med annan person eller båt som ej deltar är också förbjudet.
Straffet för den som bryter mot reglerna är mycket strängt, livstids exklusion från klassen.

### Att kvala in till tävlingen
För att få delta i Mini Transat måste man först genomföra ett antal delkval för att få starta. 1000nm solosegling, samt 1000nm kappsegling varav en tävling måste vara över 500nm distans, en av tävlingarna måste seglas ensam, samt en av tävlingarna måste genomföras det aktuella året som Mini Transat hålls. Dessa kval ska ske i båten man ämnat segla Mini Transat med.
1000nm singlehanded:
I Europa får man välja om man vill köra en Atlanten-bana eller en bana lagd i Medelhavet, man ska föra loggbok under resans gång enligt ett antal bestämmelser samt fotografera rundningsmärkena för att bli godkänd.  Har man redan genomfört ett tidigare Mini Transat i samma båt, har man dock valmöjligheten att skippa soloseglingen på 1000nm och enbart kvala in med en kappsegling det aktuella tävlingsåret.
1500nm tävling i class minis kvaltävlingar:
Mini Fastnet 600nm, är ett av de populäraste kvalseglingarna, vilket lockade 75 deltagare i klassen 2011. Tävlingen ingår i den berömda tävlingen Fastnet Race.
Transgascogne, 660nm, har seglats som en mini 650 tävling sedan 1988. Seglas både solo samt doublehanded. Start och målgång i Port Bourgenay, rundning norr om Belle-Île-en-Mer vidare mot Ribadeo för några dagaras etappuppehåll innan slutetappen raka vägen över Biscayabukten tillbaks till Port Bourgenay.
Pornichet Sélect 6,50, 300nm solorace. 77 båtar gick i mål 2011.
Demi-Clé 6,50, 150nm doublehanded segling. Starten går i Locmiquélic rundar ön Groix, vidare mot rundning utanför Guilvinec för att sedan gå mot målgång i Pornichet. 74 båtar gick i mål 2011.
Mini Barcelona, 300nm solorace i medelhavet.

### Säkerhet

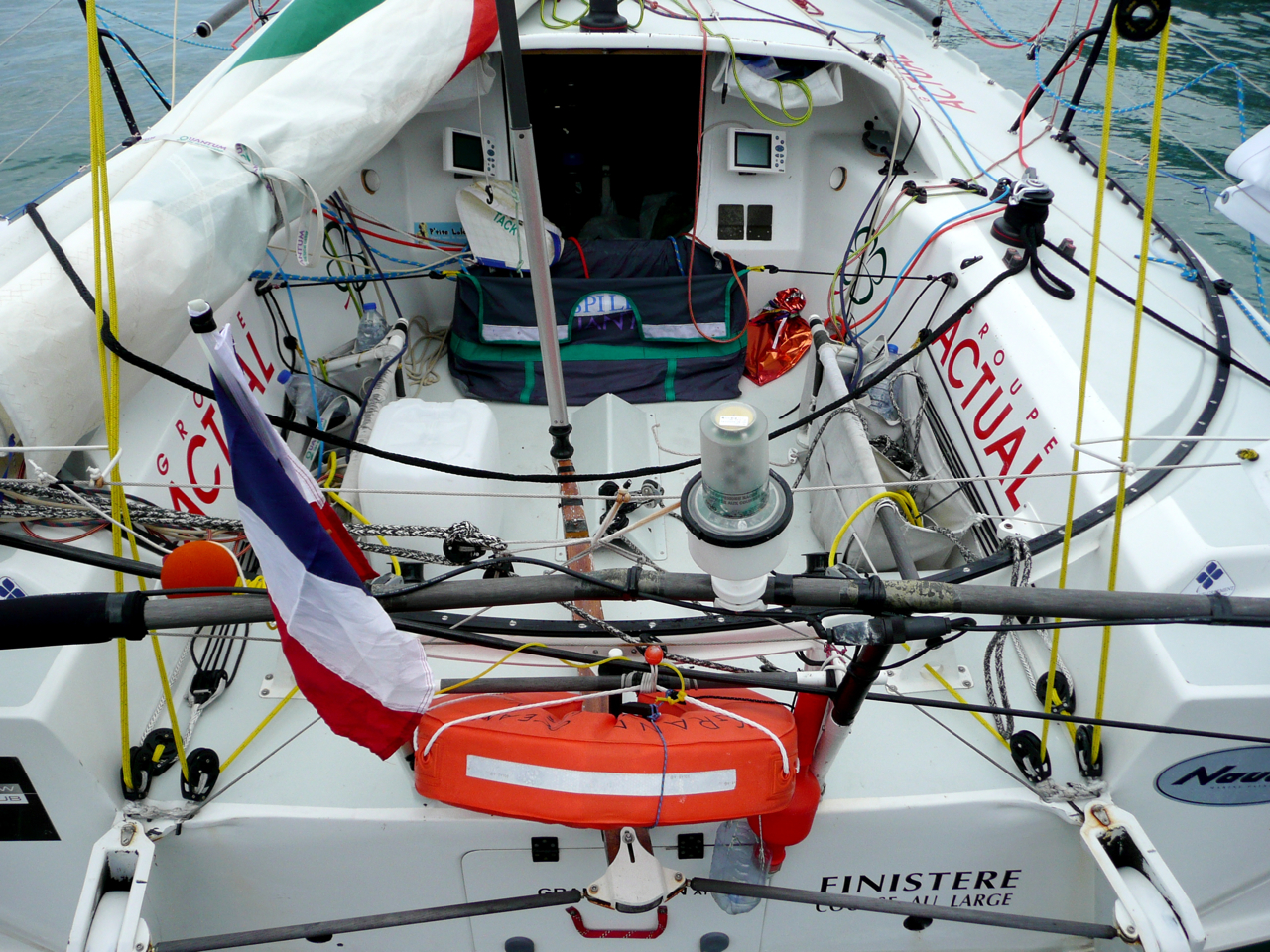
En typisk sittbrunn i en Mini är full med trimlinor och finesser, observera säkerhetsluckan i aktern. Båten seglades av Yves Le Blévec, 2007.

Kraven på säkerhetsutrustning är hårda och listan på nödvändig utrustning är lång. Majoriteten av kringutrustningen på en Mini 650 båt består av just säkerhetsutrustning, allt ifrån krav på båtens egenskaper och design, till nödvändig överlevnadsutrustning så som nödraketer, livsele, första hjälpen låda, fiskeredskap, ankare, navigationsutrustning, mistlur, elgenereringssystem (t.ex. solceller), vattendunkar, VHF och verktyg för att sammanfatta några av alla saker som måste finnas ombord.
Klädsel i form av överlevnadsdräkter måste vara godkända enligt SOLAS Seglarna måste vara utrustade med EPIRB.
Ett krav på båtdesignen är att det måste finnas en nödutgång i aktern ifall att båten skulle välta, här inne förvaras även livflotte. Ett annat mycket viktigt krav är att båten är självupprätande i värsta tänkbara läge, ifall den skulle kapsejsa. Detta testas genom att man fäster en tyngd i masten och välter båten upp och ned i hamnbassäng med luckorna öppna, svängköl i lä position samt med vattenbarlast fylld ifall dessa egenskaper finns ombord på båtmodellen, flyter båten samt rätar upp sig, då är den godkänd.

## 6.50 class

### Design

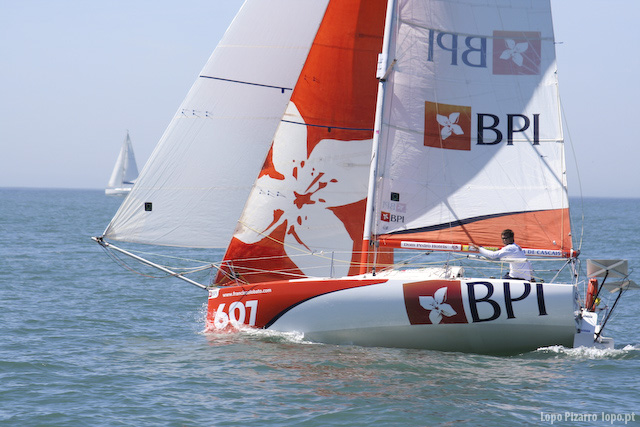
Francisco Lobato, vinnare av serieklassen 2009, seglar här en Pogo 2 som ingår i seriekategorin.

Sedan 1999 är klassen uppdelad i två underkategorier, Prototyp och Serie. Serien har lite hårdare begränsningar och fokuserar mer på att båtarna ska vara billigare och säkrare då de inte får ha svängköl eller vattenbarlast som kan ställas till skepparens nackdel om de hamnar i fel läge.
Typiskt för båtarna är dess extremt stora rigg i proportion till deplacement, dubbla roder, långa bogspröt och låga höjd. Båtarna kännetecknas lätt på deras klassiffror framme på aktersidorna samt fördäck.

#### Prototyp klassen
Prototyp eller proto, innebär att båtarna är unika, men ändå inom boxregeln för tävlingen och klassen, här deltar båtar som har unika designlösningar, eller bara modeller som ännu inte nått upp till serieklassens krav på 10 godkända exemplar.
I regel är prototypklassen 7% snabbare än Serieklassen, detta beror ofta på en mer extrem design med lättare vikt, större rigg, och mer avancerade köllösningar för effektivare viktfördelning.
Klassen är även i regel mer avancerad, och ses av många som en arbetsbänk för större kappseglingsbåtar då man kan prova ut lösningar på en liten båt innan man applicerar dem på en större och dyrare båt.
Detta argument gör att även etablerade båtkonstruktörer satsar stort på klassen.

#### Serie klassen
För att en modell ska få tillhöra serieklassen måste minst 10 exemplar ha färdigställts, varav minst en seglats 1000nm.
De särklass populäraste modellerna är Pogo 650, eller känd som Pogo 1 samt dess efterföljare pogo 2, ritade av Groupe Finot (numera Finot-Conq). Trots att båtarna i regel är långsammare än proto så har många av seglarna visat bra tider och placeringar på regattaseglingar.

## Tävlingskultur
Det finns inga prispengar utan endast mindre ceremonier vid målgång och Mini Transat är nödvändigtvis inte en tävling för att vinna, utan snarare en personlig seger. Många deltagare ställer upp utan mål att vinna och bara att klara av utmaningen. Seglarna är konkurrenskraftiga men ömsesidigt stödjande under träning och förberedelser. Deltagarna sover normalt bara 20 minuter åt gången och litar på datoriserade autopilot system för att hålla båten på rätt kurs medan de sover, äter och byter segel. För de flesta är tävlingen en personlig utmaning, en tävling och utmaning för att prova konstruktioner, eller ett första steg in i professionell segling genom att bevisa vad man går för.
Tävlingen har ofta visat sig vara en instegsport till större och dyrare tävlingsbåtar, med många idag kända namn som Bruno Peyron (1977), Yves Parlier (1985), Isabelle Autissier (1987), Catherine Chabaud (1991), Michel Desjoyeaux (1991), Dame Ellen MacArthur (1997), Thomas Coville (1997) för att nämna några av de största namnen inom segelsport idag.
Det samma har gällt båtarnas design som under åren först vidare till större och dyrare båtar, bland innovationerna kan nämnas dubbla roder, svängkölar, sticksvärd, vattenbarlaster, gennakrar och ställbara bogsprön.
Utöver transatlantikseglingen pågår det ständigt tävlingar i 6.50-klassen. Under mellanåren seglas det mer double-handed arrangemang som Mini-Fastnet, Mini Barcelona, Select 650 och Open Demi-Cle, medan tävlingarna under Transatåren fokuserar mer på single-handed segling.

## Historia
Bob Salmon utvecklade idén om en mini-transatlantisk tävling i slutet av 1970 i England med avsikt att främja billigare alternativ till solokappsegling offshore. Det var delvis tänkt som ett svar på den trenden för större och dyrare båtar som seglade i OSTAR race, som tycktes utesluta havskappsegling för seglare med mindre budget.
Den första Mini Transat racet startade från Penzance Segelsällskap 1977 och tävlingen har sedan dess hållits vartannat år. De tidiga tävlingarna började först i Penzance med en flytt till Brest, Frankrike 1985. Sedan dess har starterna varit i Bretagne eller La Rochelle, Frankrike, med ett stopp vid Kanarieöarna, målgång i Västindien eller Brasilien. 

### Incidenter
- 1977 - Försvann den belgiske seglaren Patrick Van God under första etappen.
- 1981 - Christian Massicot försvinner nära den Engelska kusten innan tävlingen i en kraftig kuling.
- 1991 - Två deltagare försvinner; Marie-Agnes Peron någonstans i Gascogne bukten, samt Philippe Graber före anländandet till Kanarieöarna.
- 1993 - Pascal Leys mister livet i en svår storm i Gascogne bukten.
- 1995 - Oliver Vatinet försvinner i öppna havet nära Kap Finisterre.
- 2001 - Under första etappen försvinner Roberto Varinelli efter att han passerat Kap Finisterre. Även med modern säkerhetsutrustning som EPIRB och överlevnadsdräkter är tävlingen mycket farlig.
- 2011 - 12 september, kort tid innan starten av 2011 års race, hittades fransmannen Jean-Marc Allaire båt Karantez VI öde av en fiskebåt utanför Cap Ferret. Timmen efter att båten upptäcktes fann ett sökningsteam Jean-Marcs livlösa kropp i vattnet. [12]

Många fler olyckor har inträffat med båtarna men de listade rör främst de allvarligaste händelserna som hänt nära relaterat, eller under tävlingen.

#### Steven Callahan 1981
Steven Callahan seglade ombord på sin egenbyggda båt Napoleon Solo under den tredje upplagan av tävlingen. Strax efter Kanarieöarna beslöt han sig för att hoppa av tävlingen på grund av skador på utrustningen, några dagar senare sjunker hans båt när han kör på något okänt föremål och han tvingas överge Napoleon Solo via en räddningsflotte när båten sjunker. Det skulle sedan visa sig att han drev runt i hela 76 dagar innan han upptäcktes av en fiskare sydväst om Guadeloupe.
Callahan skrev senare en memoar om olyckan, Adrift: 76 days Lost at Sea (1986) ISBN 978-0345410153 som var med på The New York Times Best Seller list i 36 veckor.

## Resultat

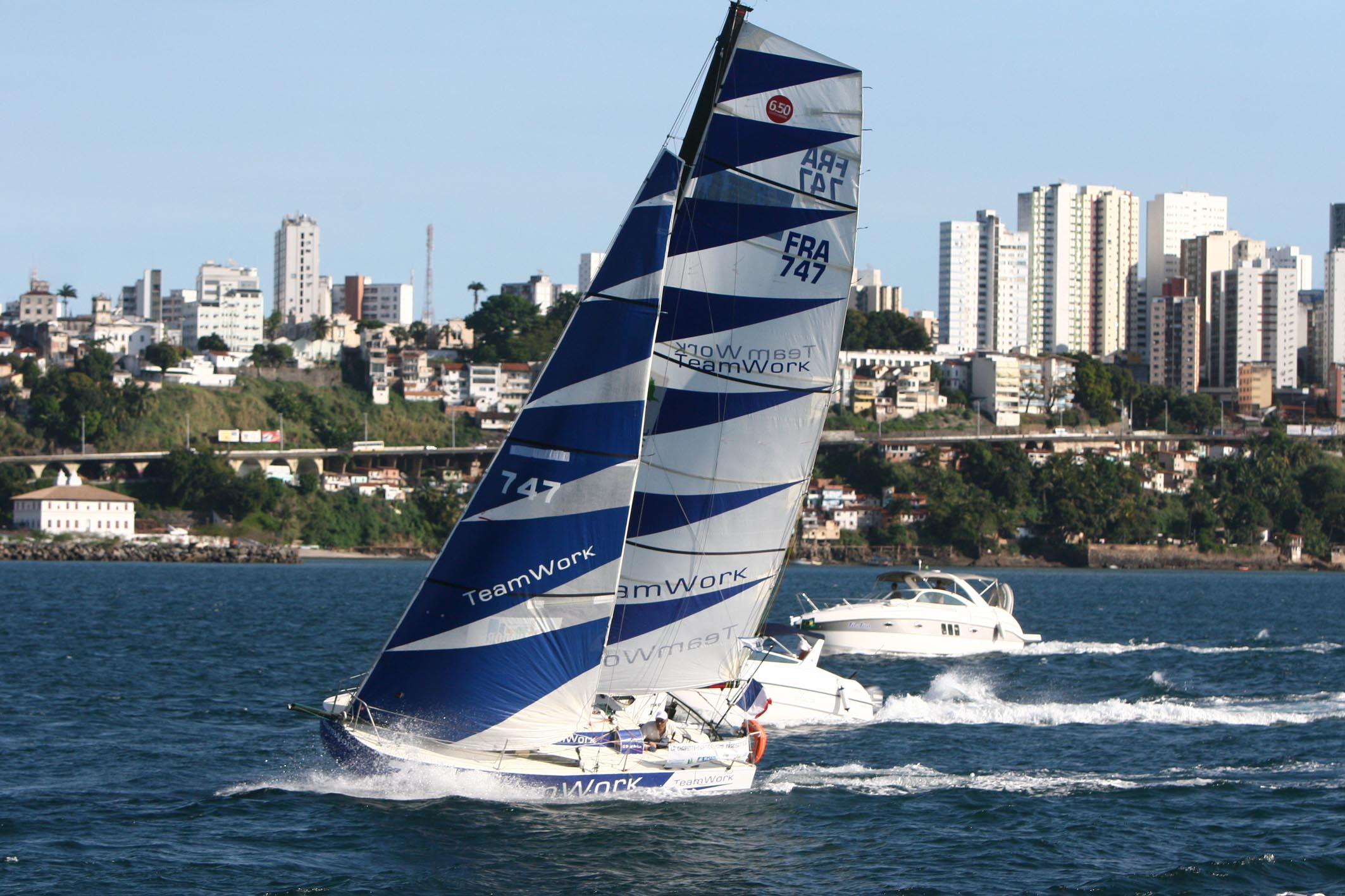
David Raison Vinnare i Proto 2011

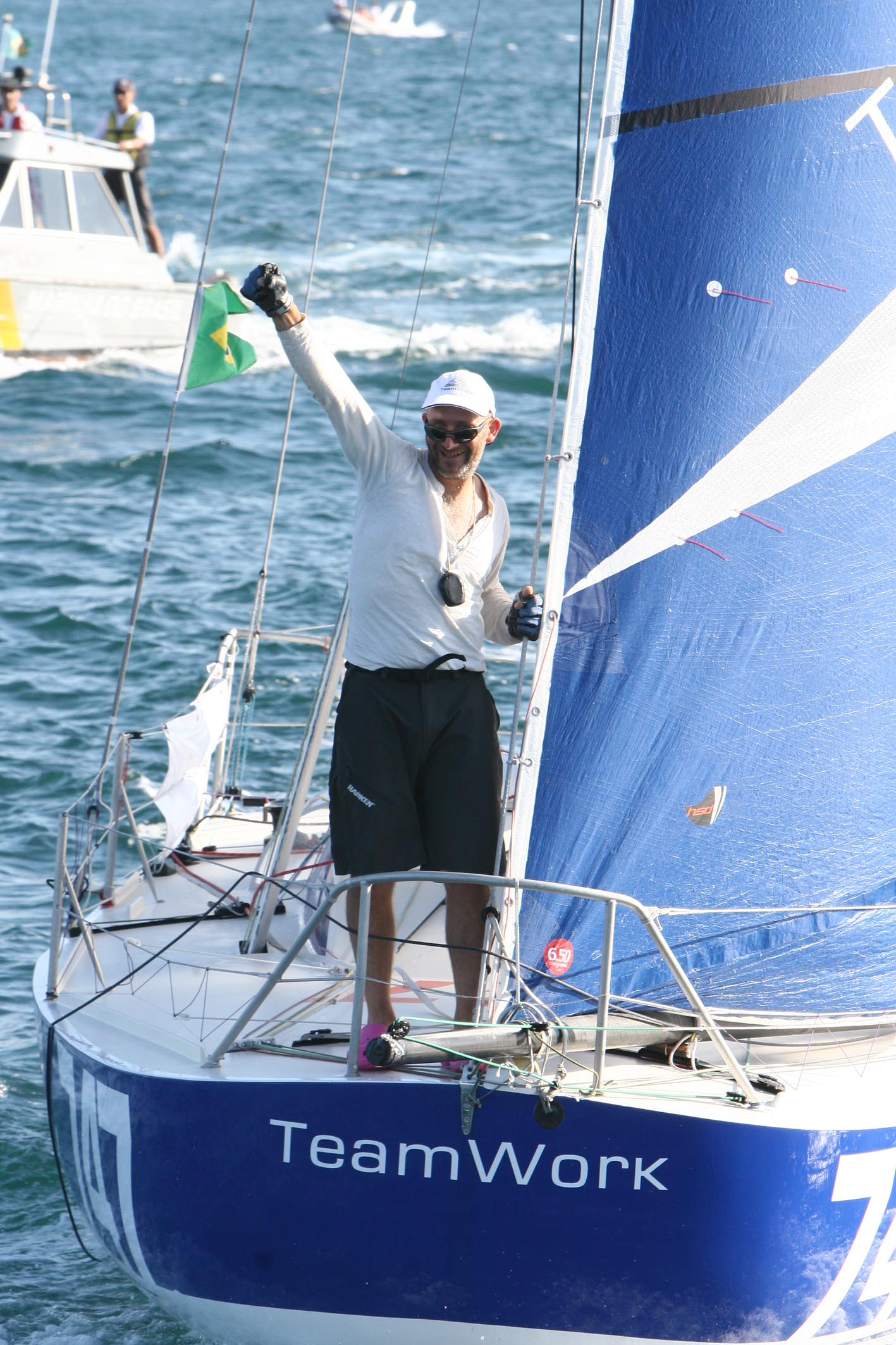
Med en banbrytande skrovdesign seglade 747 i snitt en knop snabbare än de övriga deltagarna i 2011 års upplaga av racet.

| Årtal | Antal båtar | Vinnarnas namn       | Båt Nr | Klass | Båtnamn                                                | Ackumulerad tid         | Bana                                                                 |
| 1977  | 26          | Daniel Gilard        |        | Proto | Serpentaire "Petit dauphin"                            | 38 d 11 h 10 min        | Penzance / Teneriffa / Antigua                                       |
| 1979  | 25          | Norton Smith         | 67     | Proto | Wylie "American Express"                               | 32 d 08 h 10 min        | Penzance / Teneriffa / Antigua                                       |
| 1981  | 32          | Jacques Peignon      | 19     | Proto | Berret "Iles du Ponant"                                | 32 d 20 h 22 min        | Penzance / Teneriffa / Antigua                                       |
| 1983  | 42          | Stéphane Poughon     | 48     | Proto | Lucas "Voiles Cudennec"                                | 31 d 14 h 45 min        | Penzance / Teneriffa / Antigua                                       |
| 1985  | 41          | Yves Parlier         | 33     | Proto | Berret "Aquitaine"                                     | 31 d 14 h 45 min        | Brest / Teneriffa / Pointe-à-Pitre                                   |
| 1987  | 54          | Gilles Chiorri       | 19     | Proto | Berret "Exa"                                           | 30 d 06 h 41 min        | Concarneau / Teneriffa / Fort-de-France                              |
| 1989  | 53          | Philippe Vicariot    | 7      | Proto | Finot "Thom Pouss"                                     | 28 d 07 h 33 min        | Concarneau / Teneriffa / Fort-de-France                              |
| 1991  | 68          | Damien Grimont       | 84     | Proto | Finot "GTM Entrepose"                                  | 29 d 04 h 37 min        | Douarnenez / Teneriffa / Fort-de-France                              |
| 1993  | 59          | Thierry Dubois       | 132    | Proto | Rolland "Amnesty International"                        | 15 d 03 h 52 min        | Brest / Funchal (Madeira) / Saint Martin (Små Antillerna)            |
| 1995  | 39          | Yvan Bourgnon        | 291    | Proto | Finot "Omapi-St Brévin"                                | 27 d 07 h 21 min        | Brest / Funchal (Madeira) / Fort-de-France                           |
| 1997  | 52          | Sébastien Magnen     | 198    | Proto | Magnen "Karen Liquid"                                  | 38 d 11 h               | Brest / Teneriffa / Saint Martin (Antilles)                          |
| 1999  | 70          | Sébastien Magnen     | 198    | Proto | Magnen "Karen Liquid"                                  | 24 d 15 h               | Concarneau / Puerto Calero (Lanzarote) / Rivière Sens (Guadeloupe)   |
| 1999  | 70          | Christian Bouroullec | 167    | Serie | Pogo "Pogo"                                            | 28 d 13 h               | Concarneau / Puerto Calero (Lanzarote) / Rivière Sens (Guadeloupe)   |
| 2001  | 70          | Yannick Bestaven     | 304    | Proto | Magnen "Aquarelle.com"                                 | 30 d                    | Fort Boyard / Puerto Calero (Lanzarote) / Salvador de Bahia          |
| 2001  | 70          | Olivier Desportes    | 237    | Serie | Pogo "My Workplace"                                    | 32 d 08 h               | Fort Boyard / Puerto Calero (Lanzarote) / Salvador de Bahia          |
| 2003  | 70          | Armel Tripon         | 151    | Proto | Finot "Moulin Roty"                                    | 24 d 15 h               | Fort Boyard / Puerto Calero (Lanzarote) / Salvador de Bahia          |
| 2003  | 70          | Erwan Tyman          | 426    | Serie | Finot Conq, Pogo 2 "Navy Lest"                         | 28 d 13 h               | Fort Boyard / Puerto Calero (Lanzarote) / Salvador de Bahia          |
| 2005  | 72          | Corentin Douguet     | 433    | Proto | Manuard "Leclerc/Bouygues"                             | 24 d 21 h 36 min        | Fort Boyard / Puerto Calero (Lanzarote) / Salvador de Bahia          |
| 2005  | 72          | Peter Laureyssens    | 438    | Serie | Finot Conq, Pogo 2 "Wellments"                         | 27 d 04 h 02 min        | Fort Boyard / Puerto Calero (Lanzarote) / Salvador de Bahia          |
| 2007  | 89          | Yves Le Blevec       | 624    | Proto | Lombard "Actual"                                       | 23 d 03 h 51 min        | Fort Boyard / Funchal (Madeira) / Salvador de Bahia                  |
| 2007  | 89          | Piveteau Hervé       | 518    | Serie | Finot Conq, Pogo 2 “Jules”                             | 26 d 4 h 31 min         | Fort Boyard / Funchal (Madeira) / Salvador de Bahia                  |
| 2009  | 85          | Thomas Ruyant        | 667    | Proto | Finot Conq "Faber France"                              | 24 d 23 h 38 min        | Fort Boyard / Funchal (Madeira) / Salvador de Bahia                  |
| 2009  | 85          | Francisco Lobato     | 607    | Serie | Finot Conq "BPI"                                       | 26 d 19 h 39 min        | Fort Boyard / Funchal (Madeira) / Salvador de Bahia                  |
| 2011  | 79          | David Raison         | 747    | Proto | Le Magnum "TeamWork Evolution"                         | 26 d 3 h 9 min 40 sek   | Fort Boyard / Funchal (Madeira) / Salvador de Bahia                  |
| 2011  | 79          | Gwénolé Gahinet      | 455    | Serie | Finot Conq, Pogo 2 “ASSO WATEVER - gwenolegahinet.com” | 29 d 16 h 46 min 40 sek | Fort Boyard / Funchal (Madeira) / Salvador de Bahia                  |
| 2013  | 84          | Benoît Marie         | 667    | Proto | Finot Conq "Chantiers AMCO"                            | 18 d 13 h 1 min 5 sek   | Douarnenez (omstart i Sada efter oväder / Lanzarote / Pointe-à-Pitre |
| 2013  | 84          | Aymeric Belloir      | 810    | Serie | Nacira "Tout Le Monde Chante Contre Le Cancer"         | 21 d 9 h 12 min 27 sek  | Douarnenez (omstart i Sada efter oväder / Lanzarote / Pointe-à-Pitre |

## Ändrad kurs 2013 och 2015
Några större ändringar i banan har inte hänt sedan år 2001, men inför år 2013 är det tänkt att återigen föra tävlingen till Guadeloupe i Västindien. Fyra förslag lades fram till ändrad bana, två gick vidare till omröstning, dels förslaget Douarnenez till Pointe-à-Pitre samt ett förslag från Grand Pavois Organisation, som anordnat tävlingen tidigare med en liknande rutt som Salvador de Bahia-banan. Nya färdrutten bestämdes att gå från Douarnenez i Frankrike till Pointe-à-Pitre i Guadaloupe, med ett etappmål vid Kanarieöarna. Starten kommer att gå hösten 2013.

## Kritik mot tävlingen
Framförallt riktas mycket kritik mot det faktum att seglarna bryter mot regeln att alltid ha uppsyn runt omkring sig som gäller enligt COLREGS, vilket de bryter mot då de förr eller senare måste gå ned i båten för att sova.
Det tar ca 20 minuter för ett tankfartyg att ta sig från horisonten till en båt. Detta faktum tillåter seglarna att endast sova i 20 minuters pass innan de måste kolla sin omgivning igen, något som av fysiska skäl är svårt att uppnå under så lång period som racet pågår.
Ett exempel på detta misstag är bl.a. Scott Cavanough som under Mini Transat 2011 försov sig och missade ett tankfartyg som han kolliderade med, två veckor in i racet. Med bruten mast och läckande skrov som resultat av kollisionen fick han avbryta och överge sin båt.

### Kvaltävlingar
- Transgascogne (franska)
- Pornichet-select-650 (franska)
- Demi-Cle (franska)
- Mini Fastnet (engelska), (franska)